# Анемона лісова
Анемона лісова (Anemone sylvestris), у народі має назву вітряниця або куряча сліпота — вид квіткових рослин родини жовтецеві (Ranunculaceae).

## Опис
Це багаторічна кореневищна трав'яниста рослина. Стебло прямовисне, у верхній частині майже біло-повстисте, 15—30 см заввишки. Листки довгочерешкові, прикореневі, 5-роздільні, густо-запушені. Квітки великі (30—70 мм у діаметрі), одиничні, здебільшого з 5 пелюсток, білі. Формула квітки: {\displaystyle \ast P_{5-6}\;A_{\infty }\;G_{\infty }}.
Плід — сім'янка. Цвіте у травні — червні.

## Поширення

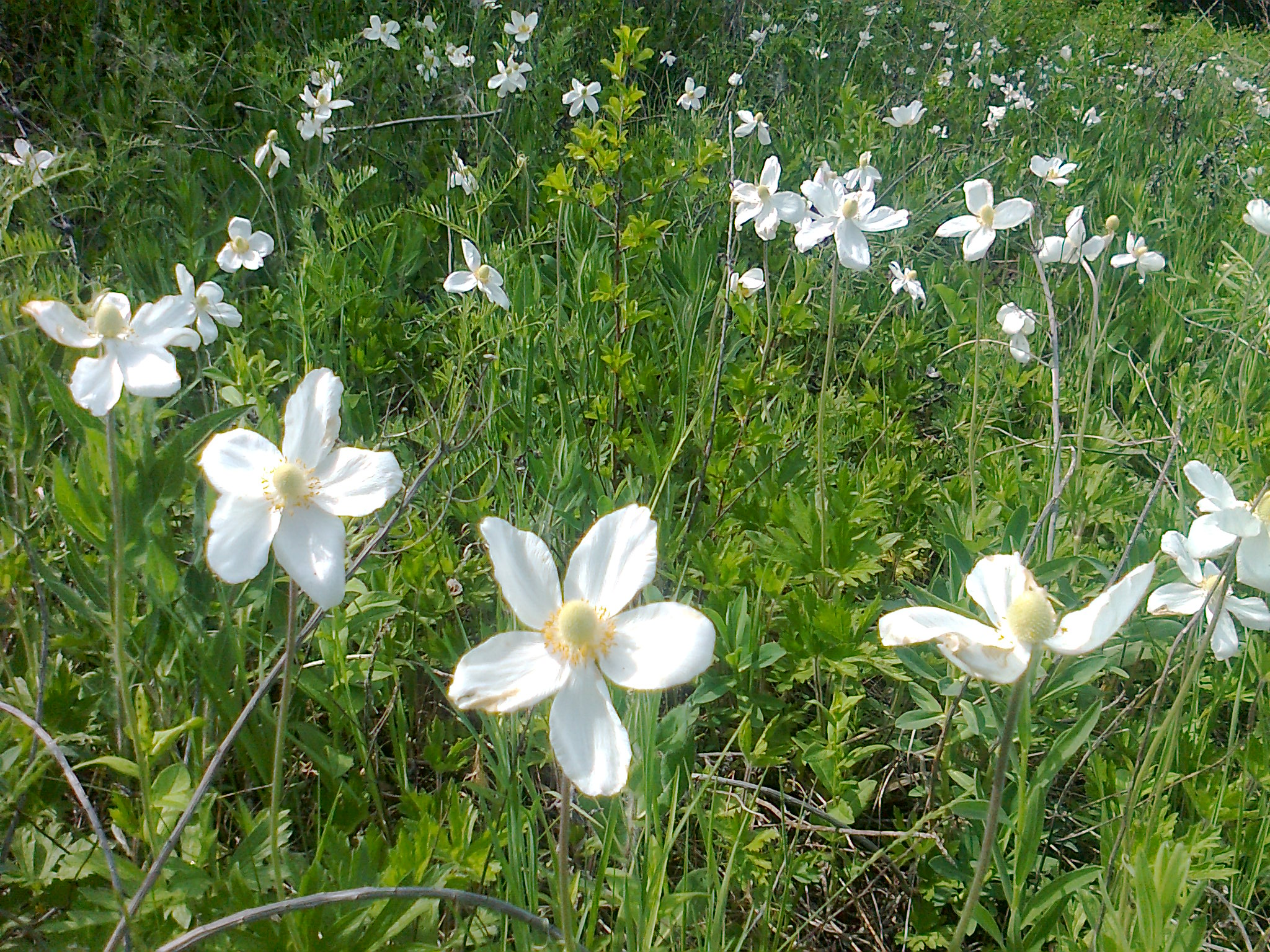
Анемона лісова в заказнику Чутівські степи

Рослина поширена у Центральній та Східній Європі. Росте в широколистяних і мішаних лісах, на лісових луках, узліссях, по чагарниках, на схилах у лісостепових і північних степових районах України.

## Фармакологічні властивості і використання
Препарати анемони лісової виявляють антисептичні, протизапальні, болетамувальні, потогінні та сечогінні властивості. В народній медицині відвар трави вживали при погіршанні зору і слуху, при головному й зубному болях, коклюші, хворобах горла, простудних захворюваннях, пропасниці, при захворюваннях шлунково-кишкового тракту, затримці менструацій, гонореї, болях, імпотенції, паралічі тощо. Зовнішньо траву анемони лісової використовували при сверблячці, захворюваннях шкіри й сифілісі та при ревматизмі. Квітки прикладали до наривів для прискорення їхнього визрівання. Рослина отруйна! Використання потребує обережності.

## Назви іншими мовами
- біл. кураслеп
- болг. съсънка
- в-луж. і н-луж. podlěsk
- пол. zawilec
- чеськ. sasanka
- рос. ветреница